# Dufourea oryx
Dufourea oryx là một loài Hymenoptera trong họ Halictidae. Loài này được Viereck mô tả khoa học năm 1903.